# Irtiš
Irtiš (ruski: Ирты́ш, kazaški: Ертіс, kineski: É'ěrqísī hé / 额尔齐斯河) je rijeka u Sibiru i glavni pritok rijeke Ob. Njeno ime znači Bijela rijeka. Ona je zapravo duža nego Ob do svog ušća. Glavni pritok Irtiša je rijeka Tobol. Ob-Irtiš oblikuje veliki slijev u Aziji, koji obuhvaća veći dio zapadnog Sibira i planina Altaj.

## Geografija
Irtiš — druga najduža rijeka-pritok u svijetu nakon Missourija. Duljine 4.248 km. Protječe kroz područje Kine (525 km), Kazahstana (1.835 km) i Rusije (2.010 km). Površina porječja je 1.643.470 km². Podrijetlo Irtiša nalazi se na granici Mongolije i Kine, na istočnim padinama hrbta Mongolskog Altaja. Iz Kine pod imenom Crni Irtiš on se spušta u Kazahstan u Zajsansku kotlinu, gdje se ulijeva u protočno Zajsansko jezero. Na ušću Crnog Irtiša nalazi se velika delta. U Zajsan utječe mnoštvo rijeka s Rudnog Altaja, hrbata Tarbagataj i Saur. Višekratno pojačan tim vodama Irtiš istječe iz Zajsanskog jezera na sjeverozapadu kroz Buhtarminsku hidroelektranu i slijedom za njoj smještenu Ust-Kamenogorsku hidroelektranu. Nizvodno se nalazi Šulbinska hidroelektrana i grad Semej (Semipalatinsk). Malo iznad Pavlodara irtišku vodu prikuplja Irtiško-karagandski kanal, tekući prema zapadu. U rajonu Hanti-Mansijska Irtiš utječe u Ob.

## Pritoci

### Lijevi pritoci
- Čar
- Kizilsu
- Čagan
- Šiderty
- Oša
- Išim
- Vagaj
- Tobol
- Noska
- Konda

### Desni pritoci
- Kaldžir
- Kurčum
- Narym
- Buhtarma
- Ulba
- Uba
- Om
- Tara
- Uj
- Šiš
- Tuj
- Turtas
- Demjanka

## Gradovi
Gradovi - Ketokay (Fuyong) Burčun, Serebrjansk, Oskemen (Ust-Kamenogorsk), Semej (Semipalatinsk) i Kurčatov (Kazahstan), Aksu (Kazahstan), Pavlodar, Omsk, Tara, Tobolsk, Hanti-Mansijsk.

## Hidrologija
Podrijetlo vode Irtiša je mješovito: u gornjem toku je od Snijega, leda i manje kiše, a na donjem toku od snijega, kiše i podzemnih voda. Priroda vodnog režima također se znatno izmijenjuje. U gornjem toku visoke vode počinju u travnju, s maksimumom u travnju – lipnju, opadanje traje do listopada; otjecanje rijeke je regulirano. U donjem toku visoke vode dosežu od kraja svibnja do rujna, s maksimumom u lipnju. 50% godišnjeg otjecanja prolazi u proljeće, u gornjem dijelu toka postotak otjecanja u ljeto i jesen po 20%, 10% zimi, kod Tobolska, 27%, 19% i 7% respektivno. Prosječni istjek kod Ust-Kamenogorska je 628 m³/s, Semeja (Semipalatinska) oko 960 m³/s, Omska 917 m³/s, Tobolska 2.150 m³/s, na ušću oko 3000 mm³/s, godišnji istjek od oko 95 km³. Razmjer kolebanja razine iznad Zajsanskog jezera je 4,4 m,kod Omska 7 m, Ust-Išima 12,7 m, dalje se do ušća smanjuje. Zamrzavanju na Irtišu prethodi razdoblje lomljenja leda od oko 20 dana u gornjem i 6–10 dana u donjem dijelu toka. Zamrmrzava se u gornjem toku krajem studenoga, u donjem od početka studenog, otapa se u travnju.

### Prosječni istjek mjesečno uHanti-Mansijsku
Prosječni istjek Irtiša mjesečno (u m³/sec.) mjereno na hidrometrijskoj postaji Hanti-Mansijsk
Podaci izračunati preko 22 godine

## Komercijalna uporaba
Vode Irtiša koristi se za opskrbu Irtiško-karagandskog kanala (unos vode iz Irtiša u kanal u prosjeku od 75 m³/s), za potrebe vodoopskrbe i navodnjavanja. 
Redovna plovidba na 3.784 km od ispusta Ust-Kamenogorske hidroelektrane do ušća. Plovidba se odvija od travnja do studenog. 
Putnički, teretni brodovi i tankeri plove najviše rijekom između travnja i listopada, kada nije smrznuta. Omsk je dom sjedištu tvrtke u državnom vlasništvu – Irtysh Shipping Company, te najveća riječna luka u zapadnom Sibiru.
Ispod Zajsanskog jezera na Irtišu je izgrađena Irtiška kaskada hidroelektrana uključujući Buhtarminsku, Ust-Kamenogorsku i Šulbinsku hidroelektranu, blizu Kazahstansko-kineske granice. Brodska prevodnica koja omogućuje riječni promet da zaobiđe branu kod Ust-Kemenogorska najdublja je na svijetu, s padom od 42 metra.

### Energetika - Umjetna jezera na Irtišu
- Buhtarminsko umjetno jezero  (5.500 km², 53 mlrd. m³)
- Ust-Kamenogorsko umjetno jezero (37 km², 0,65 mlrd. m³)
- Šulbinsko umjetno jezero (255 km², 53 mlrd. m³)

## Atrakcije
Uz Irtiš i njegovu okolicu nalazi se veliki broj spomenika prirode, povijesnih i arhitektonskih spomenika, uređene su zanimljive turističke rute.